# Neotrephes
Neotrephes is een geslacht van wantsen uit de familie van de Helotrephidae. Het geslacht werd voor het eerst wetenschappelijk beschreven door China in 1936.

## Soorten
Het genus bevat de volgende soorten:

- Neotrephes fragosus Nieser & Chen, 2002
- Neotrephes jaczewskii China, 1940
- Neotrephes lanemeloi Nieser & Chen, 2002
- Neotrephes latus Nieser & Chen, 2002
- Neotrephes minutus Nieser & Chen, 2002
- Neotrephes plaumanni China, 1940
- Neotrephes transversus Nieser & Chen, 2002
- Neotrephes usingeri China, 1936
- Neotrephes variegatus Nieser & Chen, 2002